# Бурдо (Савоја)
Бурдо (фр. Bourdeau) насеље је и општина у источној Француској у региону Рона-Алпи, у департману Савоја која припада префектури Шамбери.
По подацима из 2011. године у општини је живело 572 становника, а густина насељености је износила 118,43 становника/km². Општина се простире на површини од 4,83 km². Налази се на средњој надморској висини од 308 метара (максималној 1.460 m, а минималној 228 m).

## Демографија
| 1962. | 1968. | 1975. | 1982. | 1990. | 1999. | 2011. |
| ----- | ----- | ----- | ----- | ----- | ----- | ----- |
| 179   | 242   | 304   | 407   | 434   | 435   | 572   |

График промене броја становника у току последњих година